# Koźlak (wiatrak)

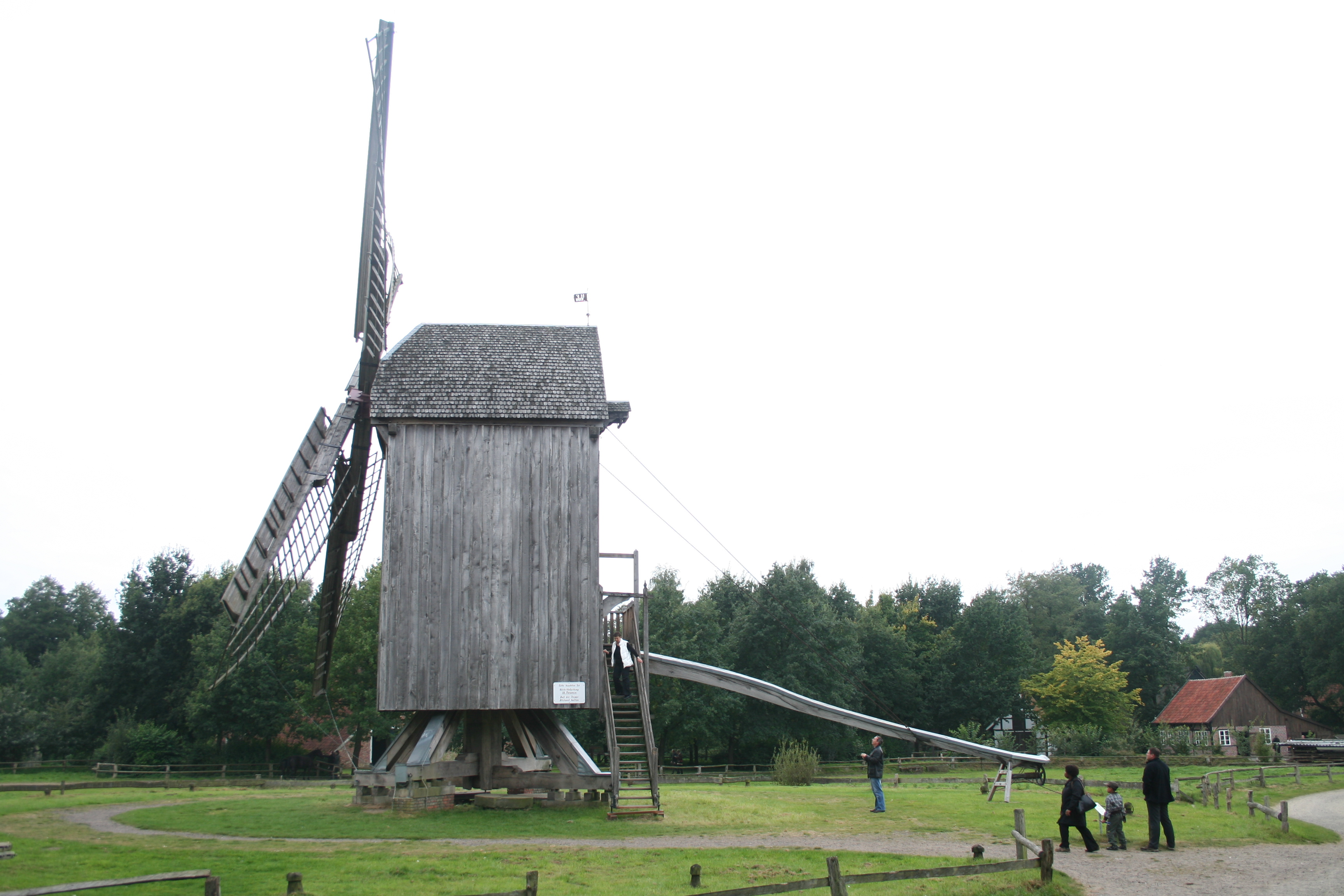
Wiatrak typu koźlak

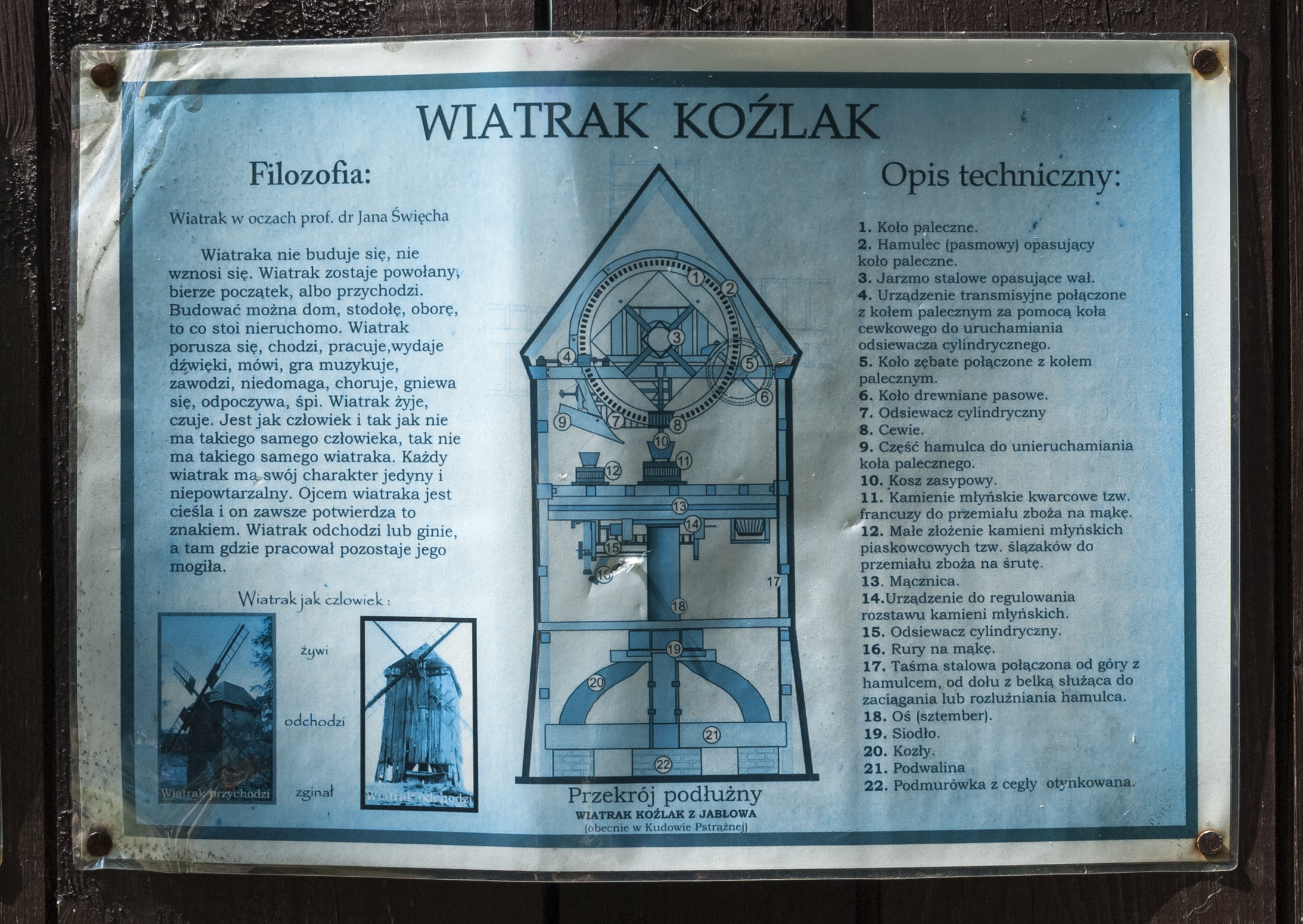
Schemat budowy wewnętrznej koźlaka

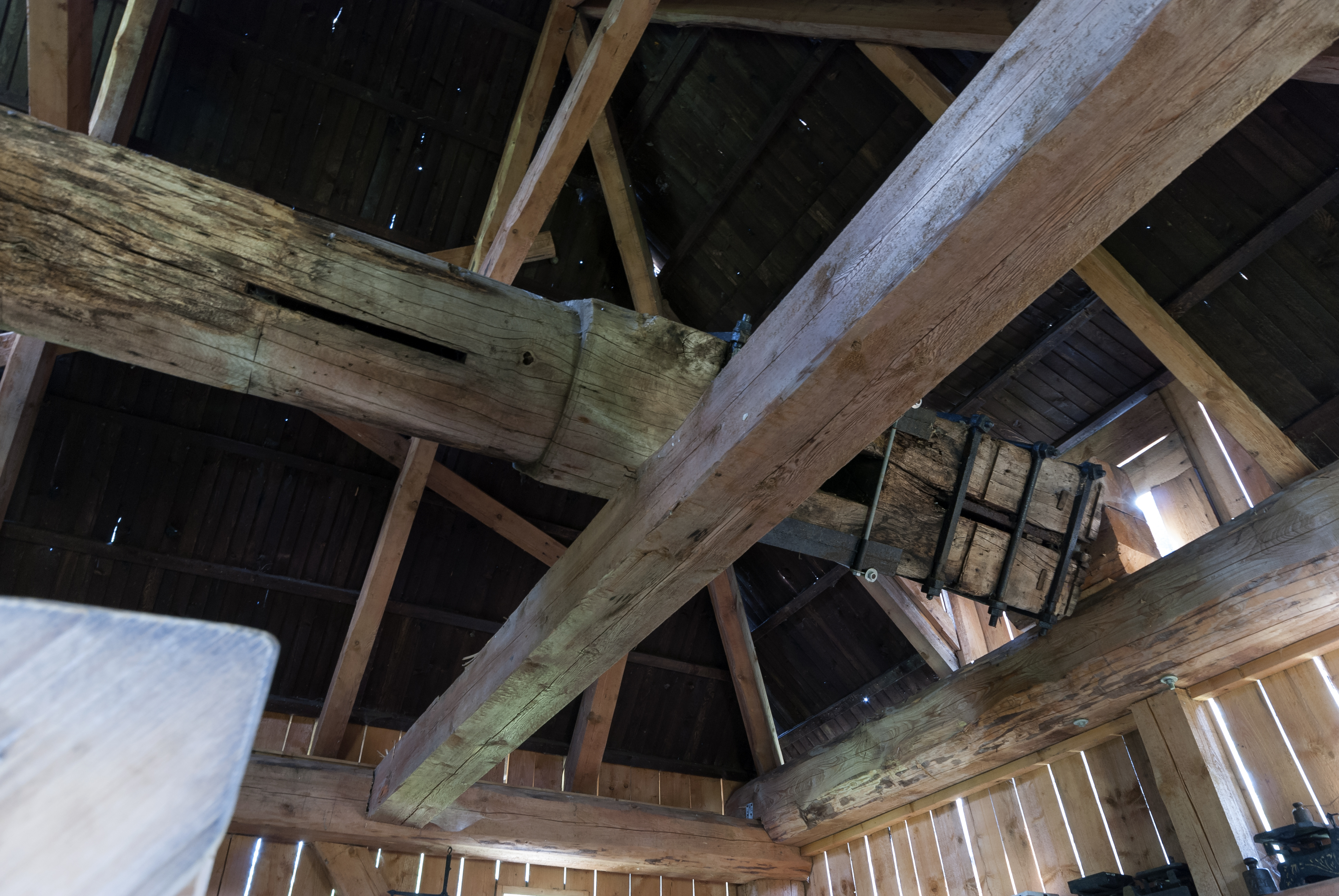
Fragment mechanizmu

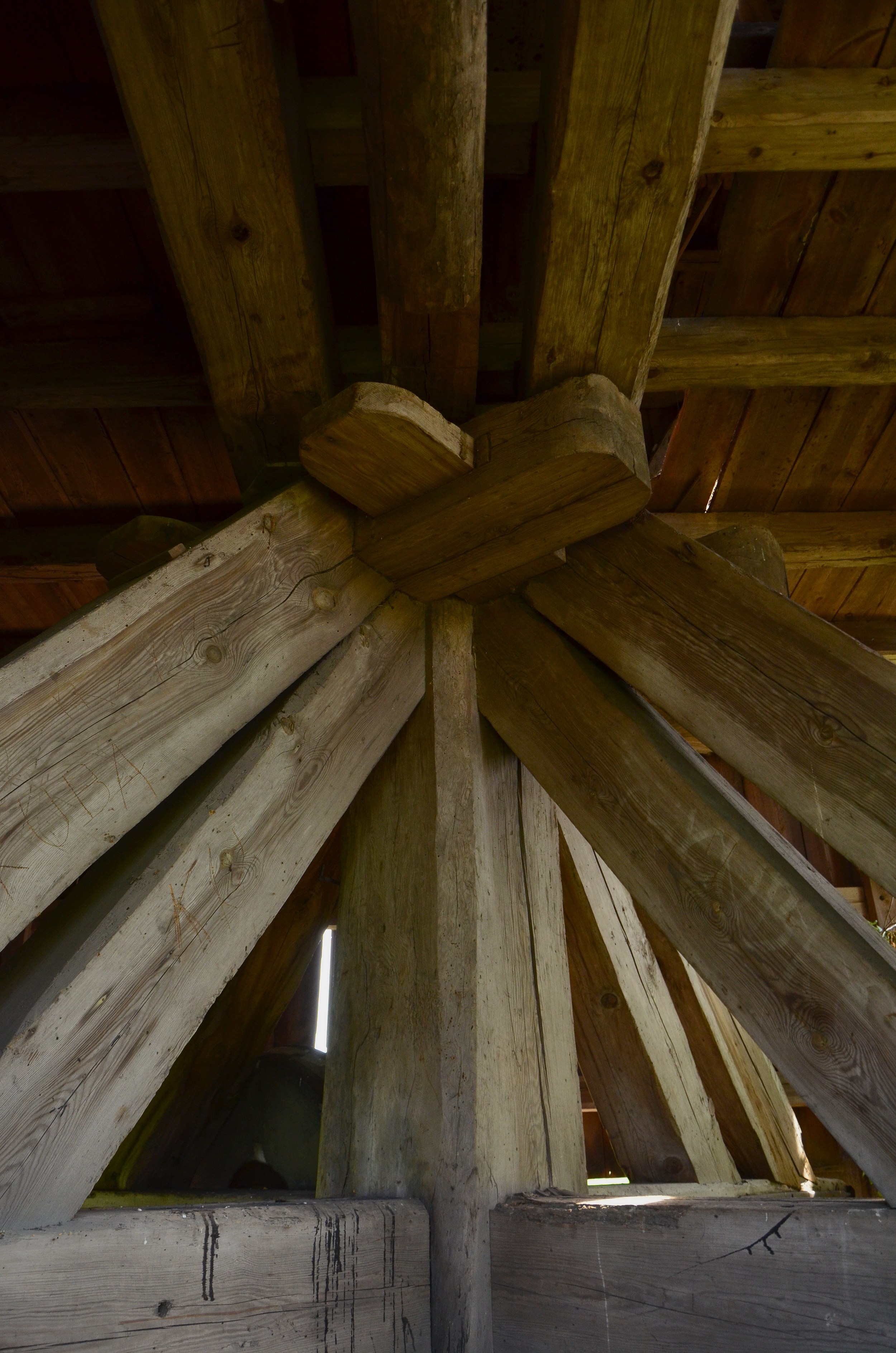
Podstawa koźlaka

Koźlak, wiatrak kozłowy – najstarszy i najprymitywniejszy typ wiatraka europejskiego który pojawił się w XII wieku w Belgii lub północnej Francji, jednak jego przodków należy szukać w VII wieku w Chinach i Persji. Na ziemiach polskich pojawił się już w XIV wieku, najwcześniej w Wielkopolsce i na Kujawach. W wieku XV stosowany był już powszechnie i bez większych zmian konstrukcyjnych przetrwał aż do drugiej połowy XX wieku.
W XIV w. jako rozwinięcie koźlaka pojawił się wiatrak polderowy (Wipmolen, Kokermolen) stosowany najczęściej do wypompowywania wody z polderów. Podstawową innowacją młyna typu „Kokermühle” w porównaniu z „Koźlakiem” było przeniesienie większości mechaniki młyna i pomieszczeń do podstawy młyna, która była zamkniętym pomieszczeniem z drewnianymi ścianami lub kamiennymi ścianami. Stało się to możliwe dzięki przesunięciu wału pionowego do osi obrotu młyna poprzez zastąpienie tzw. „siodła” – dębowym pustym cylindrem, kołczanem (w języku dolnoniemieckim i niderlandzkim „Koker”), przez który przechodzi pionowy główny wał napędowy (wał królewski).

## Budowa
Kozioł stanowił usztywnienie tarczy nośnej z użyciem tzw. kozłów, czyli 4 zastrzałów, wczepionych w krzyżulce podwaliny (przyczesi), podtrzymującą słup stanowiący pionową oś przechodzącą przez środek ciężkości młyna; nastawianie wirnika do kierunku wiatru wykonywane było ręcznie za pomocą umocowanej do niego belki o odpowiedniej długości, wokół której obracano całą konstrukcję wiatraka wraz z mechanizmem po to, aby jego śmigła, zwane też skrzydłami mogły przyjąć odpowiednie położenie w stosunku do napędzającego je wiatru. Zamiast drewnianego kozła, zwłaszcza od XIX wieku, stosowano też bardziej wytrzymałe konstrukcje murowane z cegły lub kamienia, a później i betonu.
Dach wiatraka jest dwuspadowy ze ściętym naczółkiem od strony śmigła. Dodatkowo zawieszony jest nad wejściem w pierwszej i nad drzwiami przyjęciowymi drugiej kondygnacji.
Cały koźlak zbudowany był z drewna, a z zewnątrz najczęściej pokrywany gontem. Posiadał trzy kondygnacje – dolna była zajęta przez stabilizującą konstrukcję kozła, dwie wyższe były przeznaczone do produkcji mąki (środkowa zawierała kamienie młyńskie). Gontowe ściany początkowo nie sięgały prawie do samej ziemi (ze względu na koszt i ciężar) i odsłaniały widoczny z daleka kozioł.

## Mechanizm
Do obracania wiatraka służył drąg drewniany długości 8–9 metrów (tak zwany łogon lub dyszel) przytwierdzony jednym końcem do belek izbicowych wewnątrz wiatraka, drugim oparty na odpowiedniej podpórce. Na jego zewnętrznym końcu znajdował się łańcuch przyczepiony do kołowrotu. Kiedy łogon zbliżał się do kołowrotu, przerywano nastawianie, odwijano łańcuch i przenoszono kołowrót na wcześniej przygotowane stanowiska, mogące utrzymać kołowrót w miejscu podczas pracy.
Czasami zamiast kołowrotu używano koni. Skrzydła napędzane siłą wiatru najczęściej poruszały urządzenia do przemiału zbóż na mąkę. Regulację prędkości obrotowej uzyskiwano zdejmując (aby zmniejszyć prędkość) lub dokładając (aby zwiększyć prędkość) na skrzydłach klepek. Koźlak był w stanie w ciągu 120 do 150 wietrznych dni roku zemleć od 60 do 90 ton ziarna.

## Koźlaki w Polsce
Wybrane miejscowości, w których istniały lub istnieją wiatraki koźlaki:
- Bierzgłowo (zrekonstruowany w 2011)
- Bieżyń (w daleko posuniętej ruinie; zachował się jedynie kozioł)
- Brenno - dwa wiatraki - z 1676 i 1794
- Brodnia
- Bukówiec Górny
- Buszkowice
- Chrosno - wiatrak z XVIII w., odrestaurowany w 2023 r.
- Chróścina - wiatrak z początku XIX, w ruinie
- Dąbcze
- Jerka
- Kłóbka – Kujawsko-Dobrzyński Park Etnograficzny
- Koszuty - 3 koźlaki z XVIII w., przeniesione z Jarosławca, Pałczyna i Pięczkowa
- Lednogóra
- Leszno – 2 koźlaki: "Antoni" z 1. poł. XVIII w. (ul. Strumykowa)[4] oraz z 1705 r. (ul. Osiecka 8)[5]
- Leśniów Wielki
- Lubięcin - 3 koźlaki
- Łagowo (zniszczony)
- Malawicze Górne
- Mierzyn
- Nowe Kramsko - 1 koźlak
- Osiek nad Notecią – Muzeum Kultury Ludowej
- Osieczna – 3 koźlaki
- Ostrowo
- Ożumiech (1880, zniszczony)
- Parysów
- Pawłowice (pozostałość)
- Rydzyna
- Sierpc – Muzeum Wsi Mazowieckiej
- Stupniki
- Śmigiel – 2 koźlaki
- Świerczyna
- Święciechowa
- Tokarnia – Muzeum Wsi Kieleckiej (wiatrak z Dębna)
- Toruń – skansen Muzeum Etnograficznego
- Tykocin
- Trzciana koło Mielca - ostatni wiatrak koźlak w tej okolicy. [6]
- Wilkowice (zniszczony)
- Wolsztyn (wiatrak z 1603 w Skansenie Budownictwa Ludowego Zachodniej Wielkopolski)
- Muzeum Wsi Radomskiej w Radomiu
- Kościan – 1 koźlak